# Макс Адам Конате
Макс Адам Конате (нар. 22 березня 1991, Донецьк) — український баскетболіст. Форвард баскетбольного клубу «Черкаські Мавпи».

## Кар'єра
Макс Конате виступав у багатьох командах у своїй кар'єрі, в тому числі за «ДніпроАзот», « БК Донецьк», «БК Свіслоч», «Ферро-ЗНТУ», «БК Сахалін», «Красний Октябрь». Відзначається своїм атлетизмом та націленістю на кошик суперника.
У сезоні 2016—2017 був найрезультативнішим гравцем Суперліги, набираючи в середньому 19 очок за гру, та роблячи 9,5 підбирань, що теж було найкращим показником серед усіх гравців. Однак у лютому 2017 року перейшов до естонської команди «Тарту Рок», підписавши контракт до кінця сезону. Там набирав в середньому 7,8 очка та 6,7 підбирання за матч.
1 жовтня 2017 року підписав контракт з київським «Будівельником». За київський клуб провів 7 матчів, в яких набирав в середньому 5,9 очка та 4,6 підбирання.
У лютому 2018 року підписав контракт з «Черкаськими мавпами».
У грудні 2018 року перейшов до складу команди СК «Прометей» з Кам'янського. Став бронзовим призером Суперліги в складі команди.
8 серпня 2020 року підписав контракт з МБК «Миколаїв». Став одним із лідерів. У Суперлізі відіграв 35 матчів, у середньому за гру здобував 11,6 очка та робив 5,8 підбирання.
У червні 2021 року повернувся до складу «Черкаських мавп».

## Досягнення
- Бронзовий призер Чемпіонату Білорусі 2013
- Фіналіст Кубка України 2014
- Бронзовий призер Суперліги 2020